# Laurie Lee

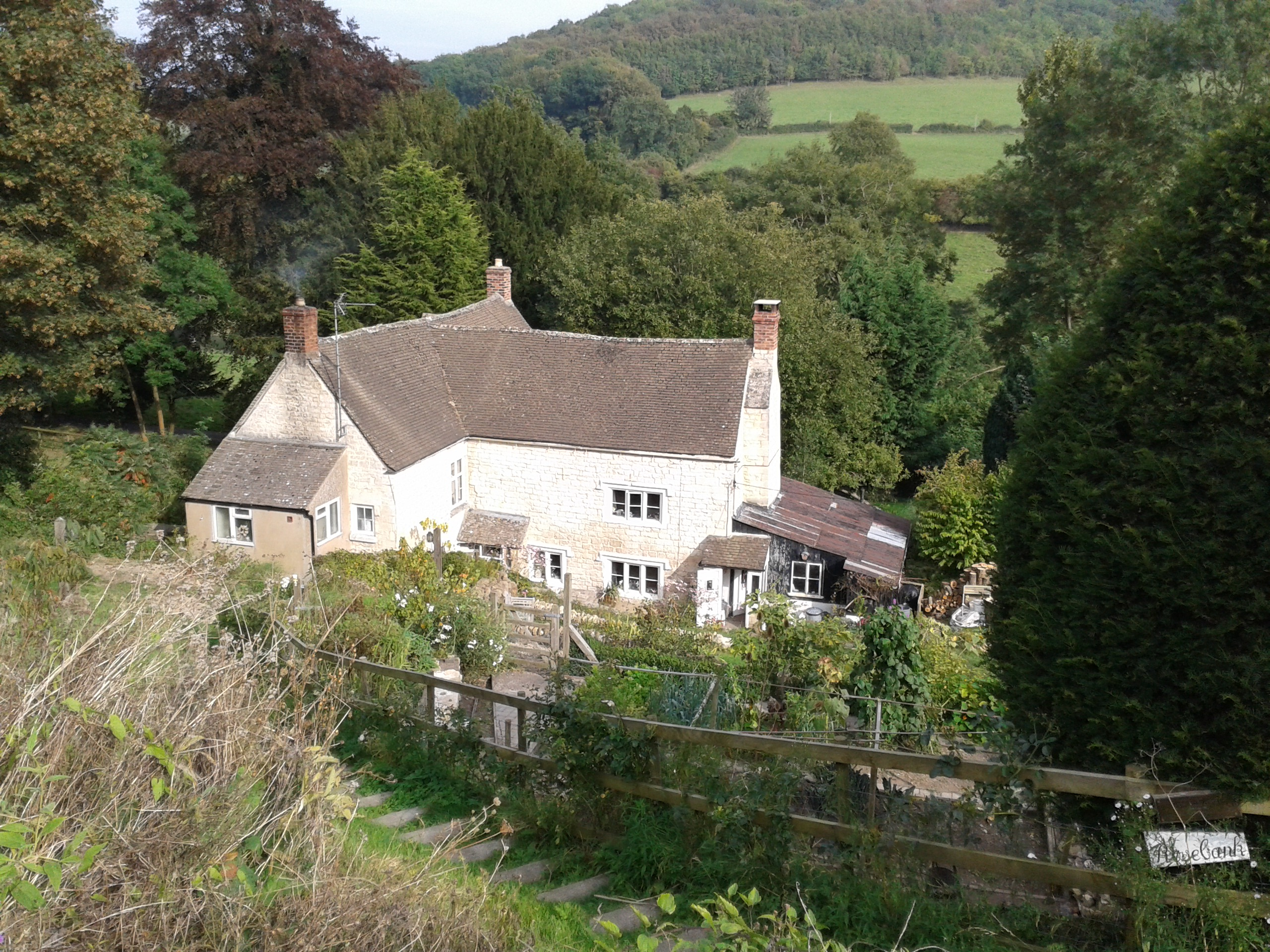
Laurie Lees barndomshem: "Bank Cottages" i Slad.

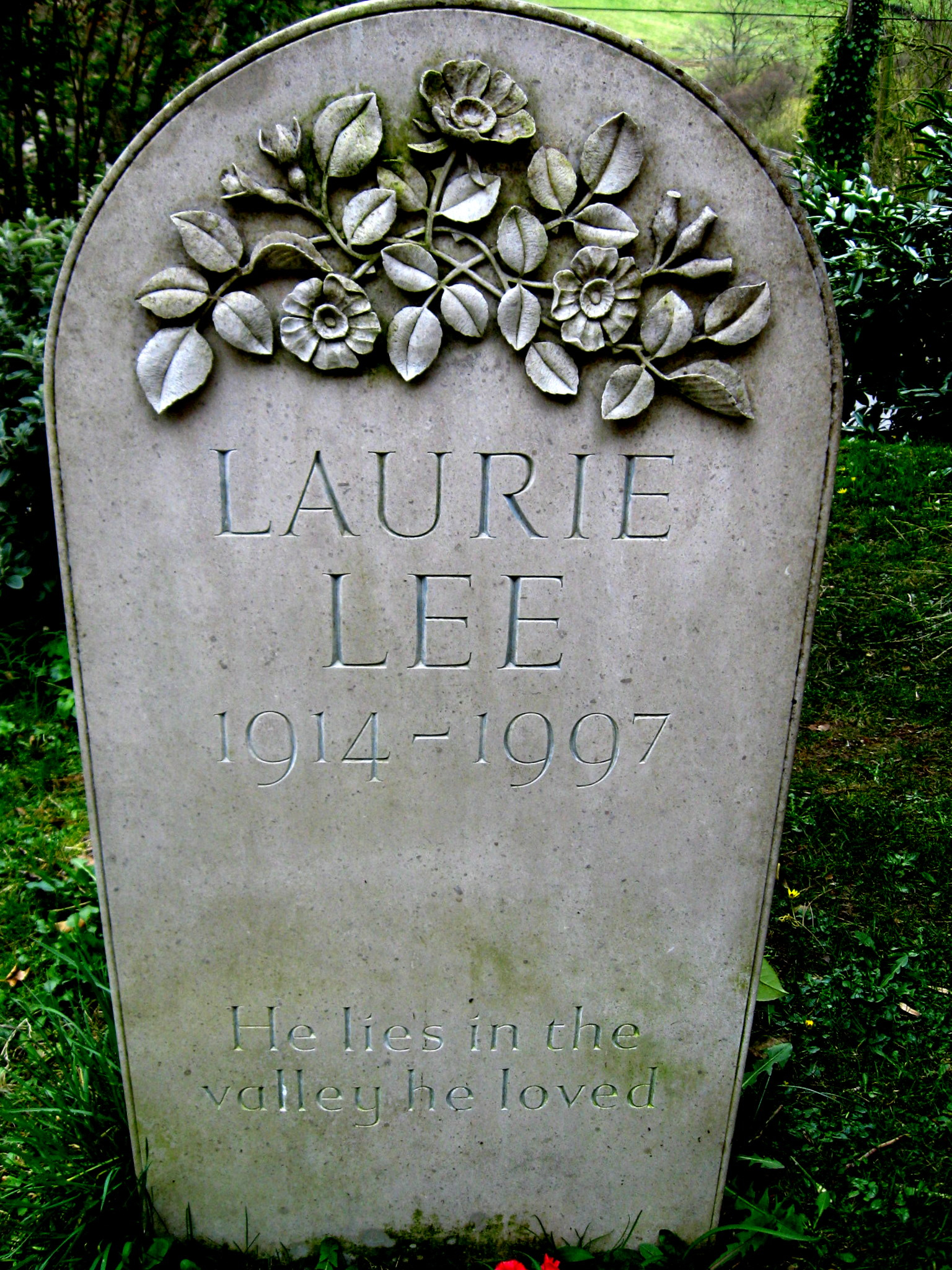
Laurie Lees gravsten på kyrkogården i Slad. På baksidan av stenen står de inledande raderna av hans dikt April Rise.

Laurence Edward Alan "Laurie" Lee, född den 26 juni 1914 i Stroud, Gloucestershire, död den 13 maj 1997 i Slad, Gloucestershire, var en engelsk poet och författare.
Hans mest kända verk är den självbiografiska trilogin Cider med Rosie (1959), Jag gick mig ut i världen en sommarmorgon (1969) och A Moment of War (1991). Första delen behandlar hans barndom i Slad (dit familjen flyttade 1917), den andra behandlar hans fotvandring från barndomshemmet till London och vidare till Spanien 1935, medan den tredje handlar om hans erfarenheter under det spanska inbördeskriget 1937 i vilket han anslöt sig till de internationella brigaderna.
Laurie Lee är begravd på Holy Trinity Churchs kyrkogård i Slad och ett minnesfönster har installerats i kyrkan (som även har en permanent utställning om Lee).

## Verk[10]

### Prosa
- Land at War (1945)
- We Made a Film in Cyprus (1947)
- An Obstinate Exile (1951)
- A Rose for Winter: Travels in Andalusia (1955)
  - Stulen sommar: resor i Andalusien - svensk översättning 1956 av Anne-Marie Edéus.
- Man Must Move: The Story of Transport (1960)
- The Firstborn (1964)
- I Can't Stay Long (1975)
  - Jag kan inte stanna längre - svensk översättning 1976 av Vanja Lantz.
- Innocence in the Mirror (1978)
- Two Women (1983)

#### Självbiografisk trilogi
- Cider with Rosie (1959)
  - Cider med Rosie - svensk översättning 1961 av Pelle Fritz-Crone.
- As I Walked Out One Midsummer Morning (1969)
  - Jag gick mig ut i världen en sommarmorgon - svensk översättning 1970 av Vanja Lantz.
- A Moment of War (1991)

### Poesi
- The Sun My Monument (1944)
- The Bloom of Candles: Verse from a Poet's Year (1947)
- My Many-Coated Man (1955)
- The Pocket Poets Laurie Lee (1960)
- Selected Poems (1983)

### Skådespel och filmmanus
- Cyprus Is an Island (1946)
- The Voyage of Magellan for Radio (1946)
- A Tale in a Teacup (1947)
- Peasants’ Priest (1947)